# Enterprise (Star Trek)

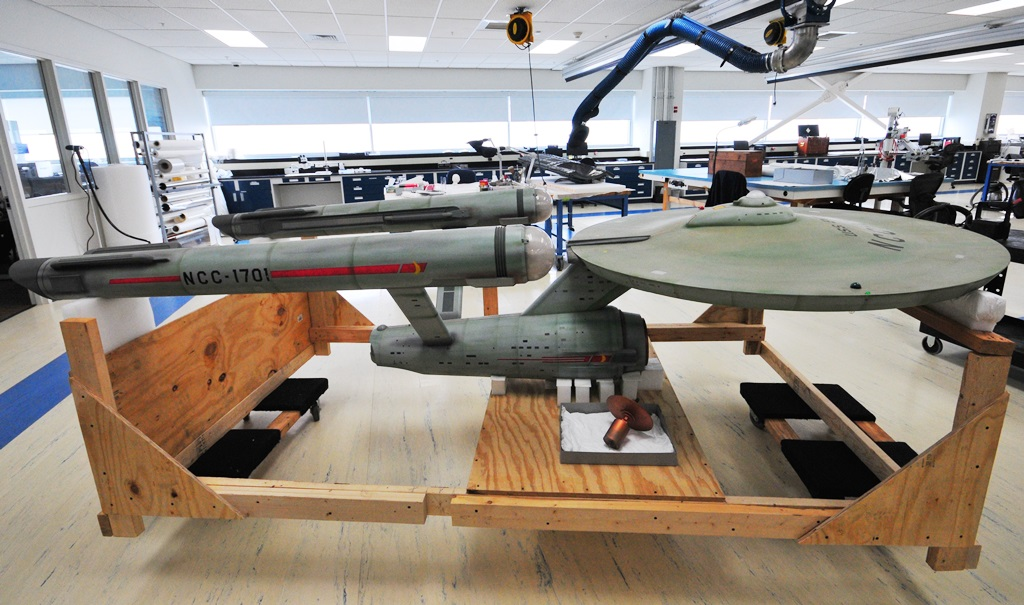
Maqueta de la nau estel·lar Enterprise.

USS Enterprise és el nom de moltes naus espacials de Star Trek, el món de ficció creat per Gene Roddenberry.

## Models de l'Enterprise
Al llarg dels anys han aparegut diferents models de la USS Enterprise:

### NX-01
- Classe NX
- Capità: Jonathan Archer
- Apareix a Star Trek: Enterprise.

### NCC-1701
- Classe Constitution
- Capità: James T. Kirk
- Apareix a Star Trek: La Sèrie Original, Star Trek: La pel·lícula, Star Trek 2: La còlera del Khan, Star Trek 3: A la recerca de Spock.

### NCC-1701-A
- Classe Constitution
- Capità: James T. Kirk
- Apareix a Star Trek 4: Missió salvar la Terra, Star Trek: L'última frontera, Star Trek: The Undiscovered Country.

### NCC-1701-B
- Classe Excelsior
- Apareix a Star Trek: Generations.

### NCC-1701-C
- Classe Ambassador
- Apareix a Star Trek: La nova generació, només en l'episodi 15 de la tercera temporada (L'Enterprise d'ahir).

### NCC-1701-D
- Classe Galaxy
- Capità: Jean-Luc Picard.
- Apareix a Star Trek: La nova generació i Star Trek: Generations.

### NCC-1701-E
- Classe Sovereign
- Capità: Jean-Luc Picard.
- Apareix a Star Trek: First Contact, Star Trek: Insurrection i Star Trek X: Nemesis.